# Love from the Other Side
Love from the Other Side è un singolo del gruppo musicale statunitense Fall Out Boy, pubblicato nel 2023 ed estratto dall'ottavo album in studio del gruppo So Much (for) Stardust.

## Tracce
- Download digitale

Testi e musiche di Patrick Stump, Joe Trohman, Pete Wentz, Andy Hurley.
1. Love from the Other Side – 4:39
2. Love from the Other Side - Edit – 4:07

## Formazione
- Patrick Stump – voce, chitarra, arrangiamenti
- Pete Wentz – basso
- Andy Hurley – batteria, percussioni
- Joe Trohman – chitarra, tastiera
- Bill Reichenbach Jr. – trombone basso, trombone
- Dan Fornero – flicorno soprano, tromba
- Wayne Bergeron – flicorno soprano, tromba
- London Metropolitan Orchestra – orchestra
- Dan Higgins – legni